# Павловка (Беїмбета Майліна район)
Па́вловка (каз. Павлов) — село у складі району Беїмбета Майліна Костанайської області Казахстану. Адміністративний центр Павловського сільського округу.
Населення — 207 осіб (2021; 584 у 2009, 1104 у 1999, 1640 у 1989).